# پین هوک (آلاباما)
پین هوک (به انگلیسی: Pin Hook) یک منطقهٔ مسکونی در ایالات متحده آمریکا است که در شهرستان مرنگو، آلاباما واقع شده‌است. پین هوک ۷۵٫۹ متر بالاتر از سطح دریا واقع شده‌است.